# Bullis borneensis
Bullis borneensis är en fjärilsart som beskrevs av Corbet 1940. Bullis borneensis ingår i släktet Bullis och familjen juvelvingar. Inga underarter finns listade i Catalogue of Life.